# هنري لومب
هنري لومب (بالإنجليزية: Henry Lomb)‏ (وُلِِدَ 24 نوفمبر عام 1828 وتوفي 13 يونيو عام 1908)، كان باحثًا أمريكيًا شارك في تأسيس شركة بوش آند لومب (مع صديقه جون يعقوب باوش) وقاد مجموعة من رجال الأعمال لتأسيس معهد الميكانيكا ، وهو رائد معهد روتشستر للتكنولوجيا.

## حياته
ولد لومب في بورغون، هيس - كاسيل في ألمانيا. هاجر إلى لولايات المتحدة عام 1849 واستقر في روتشستر، نيويورك، حيث كان يعمل قبل شهرته كصانع خزائن. 
عندما كان صديقه، جون جاكوب باوش، صاحب متجر بيع النظارات بالتجزئة في روتشستر، يحتاج إلى رأس مال إضافي في عام 1854، استثمر لومب مدخراته مع باوش و أقرضه 60 دولارًا وقد وعده باوش بأنه إذا نما العمل إلى حد أنه احتاج إلى شريك، فإن لومب سيصبح شريكه ونما العمل وأنشآ معًا (شركة بوش آند لومب).
ومع اندلاع الحرب الاهليه الامريكيه استقال لومب من منصبه كمدير مبيعات في الشركة من اجل الالتحاق بمتطوعي الجيش في نيويورك واثناء الحرب تمت ترقيته الي رتبة رقيب وملازم ثم قائد قبل ان يغادر في نهاية الحرب وعندما انتهت الحرب ترك الجيش وعاد الي الشركة.
أسس لومب في عام 1885 جنبا إلى جنب مع ماكس لوفينثال، وعزرا أندروز، وفرانك ريتر، وويليام بيك وآخرين، معهد الميكانيكا (الآن معهد روتشستر للتكنولوجيا) و الذي كانت مهمته تقديم «التعليم لكسب العيش». شغل لومب منصب رئيس مجلس المعهد حتى عام 1891، واستمر في كونه مؤيدًا قويًا للمدرسة حتى وفاته.

## عائلته
تزوج هنري لومب من ايميل كلاين وانجبا ولدا اسمه هنري.

## وفاته
توفي هنري لومب فجأة في بيتسفورد، نيويورك عن عمر يناهز 79 عام ثم دفن في مقبرة جبل هوب في روتشستر.

## تكريمه
تم تسمية مايلي بإسمه تكريما له:
- سفينة الحرب الثانية
- مدرسة هنري لومب الابتدائيه رقم 20 في رونشستر، نيويورك.[5]
- يقع لومب ميمورال درايف و مركز بوش آند لومب، وكلاهما في حرم معهد روتشستر للتكنولوجيا.